# Les Evening Gowns Damnées
Les Evening Gowns Damnées je kompilační album amerického režiséra Jacka Smithe, vydané v září 1998 u vydavatelství Table of the Elements. Nahrávky pocházejí z let 1962 až 1963, kdy byly nahrány na Ludlow Street v New Yorku. Vedle samotného Smithe, který zde převážně recituje, se na nahrávkách podíleli například Angus MacLise, John Cale nebo Tony Conrad.

## Skladby
Skladba „Earthquake Orgy“ je úryvkem z filmu Flaming Creatures. Skladba „Cold Starry Nights“ byla nahrána v roce 1963 v New Yorku a kromě Smithe (recitace) v ní účinkují ještě John Cale (sarinda) a Tony Conrad (cimbál).

## Seznam skladeb
| Pořadí         | Název                                                              | Délka |
| -------------- | ------------------------------------------------------------------ | ----- |
| 1.             | Earthquake Orgy                                                    | 3:53  |
| 2.             | Love Is Strange                                                    | 17:51 |
| 3.             | Jack Smith reads from the Great Moldy Triumph on his 31st Birthday | 6:35  |
| 4.             | Cold Starry Nights                                                 | 2:19  |
| 5.             | Jack Smith Tells Tales of Francine                                 | 8:08  |
| 6.             | The Second Dance of the Harem Mongos (Excerpt)                     | 4:00  |
| 7.             | Jack Smith reads Les E. G.'s Damneés                               | 16:13 |
| Celková délka: | Celková délka:                                                     | 58:59 |

## Obsazení
- Jack Smith – křik, činely
- Piero Heliczer – křik
- Kate Heliczer – křik
- Mario Montez – křik
- Arnold Rockwood – křik
- Frances Francine – hlas, efekty
- Ron Rice – hlas, efekty
- Tony Conrad – cembalom, mandola, kytara
- John Cale – sarinda
- Angus MacLise – mandola